# Henryk Sapko
Henryk Sapko (* 4. Januar 1952) ist ein ehemaliger polnischer Leichtathlet, der sich auf den Mittelstreckenlauf spezialisiert hat.

## Sportliche Laufbahn
Henryk Sapko startete 1973 bei den Halleneuropameisterschaften in Rotterdam und gewann dort mit der polnischen 4-mal-720-Meter-Staffel in 6:26,95 min gemeinsam mit Krzysztof Linkowski, Lesław Zając und Czesław Jursza die Bronzemedaille hinter den Teams aus der Bundesrepublik Deutschland und der Tschechoslowakei.